# Jaraguá do Sul
Jaraguá do Sul – miasto i gmina w Brazylii, w stanie Santa Catarina. Znajduje się w mezoregionie Norte Catarinense i mikroregionie Joinville.